# 宇宙戦艦ヤマトシリーズ
宇宙戦艦ヤマトシリーズ（うちゅうせんかんヤマトシリーズ）は、1974年 - 1975年に放送されたテレビアニメ『宇宙戦艦ヤマト』を嚆矢とし、架空の宇宙船である「宇宙戦艦ヤマト」の乗員の活躍を描いた一連の作品群である。
第1作としての「宇宙戦艦ヤマト」に続き、続編としての劇場用映画、テレビシリーズおよびスペシャル、リメイク作品としてのテレビシリーズ、関連企画としての小説版・コミック版などが製作されている。各作品の詳細についてはそれぞれの項目を参照のこと。

## アニメ

### 原作シリーズ

#### テレビシリーズ
- 『宇宙戦艦ヤマト』1974年10月6日 - 1975年3月30日 読売テレビ制作・日本テレビ系列 全26話
- 『宇宙戦艦ヤマト2』1978年10月14日 - 1979年4月7日 読売テレビ制作・日本テレビ系列 全26話
  - 映画『さらば宇宙戦艦ヤマト 愛の戦士たち』のリブート作品。
- 『宇宙戦艦ヤマトIII』1980年10月11日 - 1981年4月4日 読売テレビ制作・日本テレビ系列 全25話

#### 映画
- 『宇宙戦艦ヤマト』1977年8月6日公開。
  - テレビアニメ版『宇宙戦艦ヤマト』の総集編。
- 『さらば宇宙戦艦ヤマト 愛の戦士たち』東映、1978年8月5日公開。
  - テレビアニメ『宇宙戦艦ヤマト2』としてリブートされたため、その後の作品には繋がらない。
- 『ヤマトよ永遠に』東映、1980年8月2日公開。
- 『宇宙戦艦ヤマト 完結編』東映、1983年3月19日公開。70mm版1983年10月5日公開。
- 『宇宙戦艦ヤマト 復活篇』東宝（通常版）、2009年12月12日公開。クロックワークス（ディレクターズカット版）、2012年1月28日公開。
  - 三部作構想となっているが、第二部以降については未定。

#### テレビスペシャル
- 『宇宙戦艦ヤマト 新たなる旅立ち』1979年7月31日放送 フジテレビ系列（1981年3月14日に劇場公開）
  - 『宇宙戦艦ヤマト2』と『ヤマトよ永遠に』の間をつなぐ内容。
- 『宇宙戦艦ヤマトII ヤマトよ永遠なれ!（後に『宇宙戦艦ヤマト2 総集編』に改題）』1979年10月6日 読売テレビ製作・日本テレビ系列
  - 『宇宙戦艦ヤマト2』の総集編。
- 『宇宙戦艦ヤマトIII 太陽系の破滅』1983年12月28日 日本テレビ系列『水曜ロードショー』枠で放送。
  - 『宇宙戦艦ヤマトIII』の総集編。

#### OVA
- 『ヤマトわが心の不滅の艦 宇宙戦艦ヤマト胎動篇』1994年2月21日
  - 『YAMATO2520』および『宇宙戦艦ヤマト 復活編』のメイキング&プロローグビデオ[注 1]。石原慎太郎と西崎義展が、小林誠が製作した大型ヤマトの模型を見ながら語りあうシーンがある。
- 『YAMATO2520』（第3巻で中断したため、未完）1995年2月21日 - 1996年8月25日
  - 他作品の数百年後の未来を描いた番外作。

### リメイクシリーズ
「宇宙戦艦ヤマト2199」シリーズとも称されるリメイクアニメのシリーズで、2012年から展開中。
タイトルに4桁の数字が付く共通点があり、この数字は基本的に劇中年代を指しているが、『ヤマトよ永遠に REBEL3199』のみタイトルと異なる西暦2207年が舞台となる。

#### テレビシリーズ、ODS
『宇宙戦艦ヤマト2199』ではテレビ放送に先駆けた特別上映（ODS作品）として、数話を一纏めにした章構成での劇場公開を行っており、以降の作品もその形態に倣っている（ただし、『2199』では当初からテレビ放送の実施が明言されていたが、他の作品では明言されていない）。
劇場公開時の配給は松竹が一貫して担っているが、テレビ局が製作に携わっていないため、テレビ放映時の放送局は作品ごとに変遷している。
- 『宇宙戦艦ヤマト2199』
  - 第1作『宇宙戦艦ヤマト』のリメイク。七章構成、全26話。
  - （劇場上映）第一章、2012年4月7日公開。第二章、6月30日公開。第三章、10月13日公開。第四章、2013年1月12日公開。第五章、4月13日公開。第六章、6月15日公開。第七章、8月24日公開。
  - （テレビ放映）2013年4月7日 - 9月29日 MBS製作・TBS系列
- 『宇宙戦艦ヤマト2202 愛の戦士たち』
  - 『さらば宇宙戦艦ヤマト 愛の戦士たち』『宇宙戦艦ヤマト2』のリメイク。七章構成、全26話。
  - （劇場上映）第一章、2017年2月25日公開。第二章、6月24日公開。第三章、10月14日公開。第四章、2018年1月27日公開。第五章、5月25日公開。第六章、11月2日公開。第七章、2019年3月1日公開。
  - （テレビ放映）2018年10月5日 - 2019年3月30日 テレビ東京系列（テレビ東京・テレビ大阪・テレビ愛知）
- 『宇宙戦艦ヤマト2205 新たなる旅立ち』
  - 『宇宙戦艦ヤマト 新たなる旅立ち』のリメイク。『宇宙戦艦ヤマトIII』の前日譚の要素も含む。前後章構成、全8話。
  - （劇場上映）前章、2021年10月8日公開。後章、2022年2月4日公開。
  - （テレビ放映）2024年5月2日 - 6月19日 BS11、TOKYO MX
- 『ヤマトよ永遠に REBEL3199』
  - 『ヤマトよ永遠に』および『宇宙戦艦ヤマトIII』のリメイク。七章構成予定。
  - （劇場上映）第一章、2024年7月19日公開。第二章、11月22日公開。第三章、2025年4月11日公開予定。

#### 映画（リメイクシリーズ）
- 『宇宙戦艦ヤマト2199 追憶の航海』2014年10月11日公開。
  - 『宇宙戦艦ヤマト2199』の総集編。
- 『宇宙戦艦ヤマト2199 星巡る方舟』2014年12月6日公開。
  - 『宇宙戦艦ヤマト2199』のサイドストーリー。
- 『「宇宙戦艦ヤマト」という時代 西暦2202年の選択』2021年6月11日公開。
  - 『宇宙戦艦ヤマト2202 愛の戦士たち』の総集編だが、『宇宙戦艦ヤマト2199』やその前史も包括しており、前史部分は新規の内容となっている。

### アニメ作品間の時系列
基本的に発表順＝時系列順となる。ただし、一部で時系列の分岐があり、例として劇場版『宇宙戦艦ヤマト』は初公開時の「スターシャ死亡編」と再編集でテレビシリーズと同じ展開にした「スターシャ生存編」の2つのバージョンがあり、死亡編は続編には繋がらない。とはいえ、主要な時系列は1本のみで、分岐して別々のルートが派生していくということは無い。
| オリジナル版 | オリジナル版 | オリジナル版 | リメイク版       | リメイク版 |
| 西暦         | タイトル・解説 | タイトル・解説 | 西暦             | タイトル・解説 |
| ------------ | --- | --- | ---------------- | --- |
| 2199年       | (1) テレビアニメ『宇宙戦艦ヤマト』 | (2) 劇場版『宇宙戦艦ヤマト』 | 2199年           | (11) テレビアニメ『宇宙戦艦ヤマト2199』 (12) 劇場版『宇宙戦艦ヤマト2199 追憶の航海』 |
| 2199年       | ガミラス帝国の侵略に立ち向かい、14万8千光年の彼方のイスカンダルへ放射能除去装置コスモクリーナーDを求めて、250年の眠りからよみがえったヤマトが宇宙戦艦となって旅立つ。 劇場アニメ映画『宇宙戦艦ヤマト』はテレビ版の総集編であり、ストーリーはテレビ版と共通する。ただし、総集編という性格によるカットの結果、後の作品へのストーリー上の影響の点でいくつかの不足点が見られる。                                                                                                | ガミラス帝国の侵略に立ち向かい、14万8千光年の彼方のイスカンダルへ放射能除去装置コスモクリーナーDを求めて、250年の眠りからよみがえったヤマトが宇宙戦艦となって旅立つ。 劇場アニメ映画『宇宙戦艦ヤマト』はテレビ版の総集編であり、ストーリーはテレビ版と共通する。ただし、総集編という性格によるカットの結果、後の作品へのストーリー上の影響の点でいくつかの不足点が見られる。                                                                                                | 2199年           | 第1作のストーリーを基本としたリメイク版であり、年代は第1作と同じ西暦2199年に設定されているが、多くの部分で設定が変更または詳細化されている。大きなところでは、イスカンダルまでの距離は16万8千光年、ヤマトは戦艦大和の残骸に偽装して新造されたという設定であり、受領するものは惑星環境再生装置コスモリバースシステムへと変更されている。 |
| 2199年       | ガミラス帝国の侵略に立ち向かい、14万8千光年の彼方のイスカンダルへ放射能除去装置コスモクリーナーDを求めて、250年の眠りからよみがえったヤマトが宇宙戦艦となって旅立つ。 劇場アニメ映画『宇宙戦艦ヤマト』はテレビ版の総集編であり、ストーリーはテレビ版と共通する。ただし、総集編という性格によるカットの結果、後の作品へのストーリー上の影響の点でいくつかの不足点が見られる。                                                                                                | ガミラス帝国の侵略に立ち向かい、14万8千光年の彼方のイスカンダルへ放射能除去装置コスモクリーナーDを求めて、250年の眠りからよみがえったヤマトが宇宙戦艦となって旅立つ。 劇場アニメ映画『宇宙戦艦ヤマト』はテレビ版の総集編であり、ストーリーはテレビ版と共通する。ただし、総集編という性格によるカットの結果、後の作品へのストーリー上の影響の点でいくつかの不足点が見られる。                                                                                                | 2199年           | (13) 劇場版『宇宙戦艦ヤマト2199 星巡る方舟』 |
| 2199年       | ガミラス帝国の侵略に立ち向かい、14万8千光年の彼方のイスカンダルへ放射能除去装置コスモクリーナーDを求めて、250年の眠りからよみがえったヤマトが宇宙戦艦となって旅立つ。 劇場アニメ映画『宇宙戦艦ヤマト』はテレビ版の総集編であり、ストーリーはテレビ版と共通する。ただし、総集編という性格によるカットの結果、後の作品へのストーリー上の影響の点でいくつかの不足点が見られる。                                                                                                | ガミラス帝国の侵略に立ち向かい、14万8千光年の彼方のイスカンダルへ放射能除去装置コスモクリーナーDを求めて、250年の眠りからよみがえったヤマトが宇宙戦艦となって旅立つ。 劇場アニメ映画『宇宙戦艦ヤマト』はテレビ版の総集編であり、ストーリーはテレビ版と共通する。ただし、総集編という性格によるカットの結果、後の作品へのストーリー上の影響の点でいくつかの不足点が見られる。                                                                                                | 2199年           | 『宇宙戦艦ヤマト2199』の第24話と第25話の間にあたる、大マゼラン銀河外縁部でのガトランティスとの遭遇を描いた新エピソード。 |
| 2201年       | (3) 劇場版『さらば宇宙戦艦ヤマト 愛の戦士たち』 | (4) テレビアニメ『宇宙戦艦ヤマト2』 | 2202年 〜 2203年 | (14) テレビアニメ『宇宙戦艦ヤマト2202 愛の戦士たち』 (15) 劇場版『「宇宙戦艦ヤマト」という時代 西暦2202年の選択』 |
| 2201年       | 危機を訴えるかすかな通信を受信したヤマトのクルーは、平和を謳歌する地球を後に電波の発信元・テレザート星を目指し、強大な白色彗星帝国との戦闘に突入していく。 劇場アニメ映画『さらば宇宙戦艦ヤマト 愛の戦士たち』とその後に作られたテレビアニメ『宇宙戦艦ヤマト2』は、基本的には同じストーリーを元にしてはいるが、結末が大きく異なっている。シリーズのこれ以降の作品は、『さらば宇宙戦艦ヤマト 愛の戦士たち』ではなく、『宇宙戦艦ヤマト2』の続編として描かれていくことになる。 | 危機を訴えるかすかな通信を受信したヤマトのクルーは、平和を謳歌する地球を後に電波の発信元・テレザート星を目指し、強大な白色彗星帝国との戦闘に突入していく。 劇場アニメ映画『さらば宇宙戦艦ヤマト 愛の戦士たち』とその後に作られたテレビアニメ『宇宙戦艦ヤマト2』は、基本的には同じストーリーを元にしてはいるが、結末が大きく異なっている。シリーズのこれ以降の作品は、『さらば宇宙戦艦ヤマト 愛の戦士たち』ではなく、『宇宙戦艦ヤマト2』の続編として描かれていくことになる。 | 2202年 〜 2203年 | 『宇宙戦艦ヤマト2199』の続編である。『さらば』『ヤマト2』のリメイク作品。年代については、2201年の設定ではさすがに所要時間的に復興することは不可能ということから、ロゴのデザインの都合もあり2202年になっている。 ストーリーの展開自体は概ね『さらば』を下敷きにしつつ、『2』をなぞる形で進行するが、設定および内容はオリジナルとは大きく異なったものになっている。 |
| 2201年       | (5) テレビアニメ『宇宙戦艦ヤマト 新たなる旅立ち』 | (5) テレビアニメ『宇宙戦艦ヤマト 新たなる旅立ち』 | 2205年           | (16) 劇場版『宇宙戦艦ヤマト2205 新たなる旅立ち』 |
| 2201年       | 故郷であるガミラス星に戻ってきたデスラー総統以下ガミラス残存艦隊は、無人のガミラス星で地下資源を採掘している暗黒星団帝国と遭遇、交戦中にガミラス星が崩壊した余波で、ガミラスと二重惑星を構成していたイスカンダル星が軌道を逸脱して暴走をはじめた。 新兵の訓練航海中だったヤマトは、デスラー総統からの救援要請を受け再びイスカンダルへ向かい、ガミラス艦隊とともに暗黒星団帝国との戦闘に突入する。                                                                           | 故郷であるガミラス星に戻ってきたデスラー総統以下ガミラス残存艦隊は、無人のガミラス星で地下資源を採掘している暗黒星団帝国と遭遇、交戦中にガミラス星が崩壊した余波で、ガミラスと二重惑星を構成していたイスカンダル星が軌道を逸脱して暴走をはじめた。 新兵の訓練航海中だったヤマトは、デスラー総統からの救援要請を受け再びイスカンダルへ向かい、ガミラス艦隊とともに暗黒星団帝国との戦闘に突入する。                                                                           | 2205年           | 『宇宙戦艦ヤマト2202 愛の戦士たち』の続編である。『宇宙戦艦ヤマト 新たなる旅立ち』のリメイク作品。ガミラス人の生存に最適なガルマン星をボラー連邦から解放したデスラーは、ガミラス民主政府と協力してガルマン星へのガミラス人の移民を進めていたが、移住計画の最中、デザリアムの攻撃を受けガミラス星は多くのガミラス人とともに消滅。難を逃れたイスカンダルも、移民船団の生き残りを閉じ込めたままデザリアムによって持ち去られてしまう。新人クルーの習熟を兼ねて平和使節団を送り届けるためにイスカンダル星を表敬訪問しようとしていた、ヤマトを旗艦とする第65護衛隊は、上層部の静観命令を振り切ってイスカンダル救援に向かい、孤軍奮闘していたデスラー艦隊とともにデザリアムとの戦闘に突入する。 |
| 2202年       | (6) 劇場版『ヤマトよ永遠に』 | (6) 劇場版『ヤマトよ永遠に』 | 2207年           | (17) 劇場版『ヤマトよ永遠に REBEL3199』 |
| 2202年       | 外宇宙から巨大な光球飛行物体が飛来し地球に着陸するとともに、暗黒星団帝国の大艦隊が侵攻、地球の都市は次々に制圧されてしまう。英雄の丘に集結したヤマト乗組員たちは地球を脱出し、真田志郎の待つ小惑星イカロスでパワーアップされたヤマトと再会する。光球飛行物体が地球上の全生物の脳細胞を破壊する重核子爆弾であることを知ったヤマト乗組員たちは、その起爆を阻止すべく、暗黒星団帝国の母星デザリアム星へ旅立つ。                                                                | 外宇宙から巨大な光球飛行物体が飛来し地球に着陸するとともに、暗黒星団帝国の大艦隊が侵攻、地球の都市は次々に制圧されてしまう。英雄の丘に集結したヤマト乗組員たちは地球を脱出し、真田志郎の待つ小惑星イカロスでパワーアップされたヤマトと再会する。光球飛行物体が地球上の全生物の脳細胞を破壊する重核子爆弾であることを知ったヤマト乗組員たちは、その起爆を阻止すべく、暗黒星団帝国の母星デザリアム星へ旅立つ。                                                                | 2207年           | 『宇宙戦艦ヤマト2205 新たなる旅立ち』の続編である。『ヤマトよ永遠に』と『宇宙戦艦ヤマトIII』をベースとして別の物語として再構成している。イスカンダル事変後、ヤマトを旗艦とする第65護衛隊は解隊され中核メンバーは左遷・ヤマトも予備役艦隊に編入された。ボラー連邦からの挑発行動が続く中、デザリアムがグランドリバースを中核として地球侵攻を開始した。呼応した内通者たちの支援によって電撃的に世界各地が制圧されゆくなか、元ヤマト艦隊クルーたちは極秘作戦に基づき地球を脱出、反撃のために秘匿されていたヤマトへと向かう。 |
| 2202年       | (7) テレビアニメ『宇宙戦艦ヤマトIII』 | | 2207年           | 『宇宙戦艦ヤマト2205 新たなる旅立ち』の続編である。『ヤマトよ永遠に』と『宇宙戦艦ヤマトIII』をベースとして別の物語として再構成している。イスカンダル事変後、ヤマトを旗艦とする第65護衛隊は解隊され中核メンバーは左遷・ヤマトも予備役艦隊に編入された。ボラー連邦からの挑発行動が続く中、デザリアムがグランドリバースを中核として地球侵攻を開始した。呼応した内通者たちの支援によって電撃的に世界各地が制圧されゆくなか、元ヤマト艦隊クルーたちは極秘作戦に基づき地球を脱出、反撃のために秘匿されていたヤマトへと向かう。 |
| 2202年       | 銀河を二分するガルマン・ガミラス帝国とボラー連邦の星間戦争の余波で惑星破壊プロトンミサイルが太陽に突入、太陽の核融合の異常増進により危機に陥った地球から、新たな移住惑星探査と対策調査のためにヤマトが旅立つ。 ※『ヤマトIII』は、劇中では明示されなかったものの、放送当時は西暦2205年という設定がなされていた。しかし、その続編である『完結編』が2203年に設定されたことにより、それ以降の資料では『ヤマトIII』は2202年に設定が変更されている。                              | | 2207年           | 『宇宙戦艦ヤマト2205 新たなる旅立ち』の続編である。『ヤマトよ永遠に』と『宇宙戦艦ヤマトIII』をベースとして別の物語として再構成している。イスカンダル事変後、ヤマトを旗艦とする第65護衛隊は解隊され中核メンバーは左遷・ヤマトも予備役艦隊に編入された。ボラー連邦からの挑発行動が続く中、デザリアムがグランドリバースを中核として地球侵攻を開始した。呼応した内通者たちの支援によって電撃的に世界各地が制圧されゆくなか、元ヤマト艦隊クルーたちは極秘作戦に基づき地球を脱出、反撃のために秘匿されていたヤマトへと向かう。 |
| 2203年       | (8) 劇場版『宇宙戦艦ヤマト 完結編』 | (8) 劇場版『宇宙戦艦ヤマト 完結編』 |                  | |
| 2203年       | 異次元断層から現れた別の銀河が地球を含む銀河と衝突し、多くの星々が消滅した。水惑星アクエリアスにより母星を失ったディンギル帝国は、そのアクエリアスを操ることにより地球の都市を水没させてその後に移住をしようと企む。ヤマト・地球艦隊はアクエリアスの接近を阻止するため、ディンギル帝国軍と戦う。 | |                  | |
| 2220年       | 劇場版『宇宙戦艦ヤマト 復活篇』 | 劇場版『宇宙戦艦ヤマト 復活篇』 |                  | |
| 2220年       | (9) 通常版 | (10) ディレクターズカット版 |                  | |
| 2220年       | カスケードブラックホール接近によって太陽系消滅の危機の中、人類は惑星アマールの衛星への移民を計画。しかし人類殲滅を目論む異星人連合艦隊に対し、ヤマトは第3次移民船団の護衛任務に就く。 「通常版」と「ディレクターズカット版」では、結末が大きく異なっている。 | |                  | |

### 海外展開
日本以外の国々でも、第1作「宇宙戦艦ヤマト」と劇場版「宇宙戦艦ヤマト」を再編集して各国語に吹き替えたものが公開されている。アメリカの劇場版『Space Cruiser Yamato』（1977年）とテレビアニメ版『STAR BLAZER』（1979年）、韓国の『宇宙戦艦V号』（우주전함V호、1981年）、香港の『太空奇艦』、台湾の『宇宙戰艦』などがある。
アメリカ版のテレビシリーズはそれぞれ『STAR BLAZERS The Quest for Iscandar』『STAR BLAZERS THE COMET EMPIRE』『STAR BLAZERS THE BOLAR WARS』というタイトルとなっている。

## 劇場実写映画
『SPACE BATTLESHIP ヤマト』
東宝配給、2010年12月1日公開。アニメ第1作『宇宙戦艦ヤマト』のストーリーを原作として実写映画化したリメイク版。
『STAR BLAZERS』
公開日未定。ハリウッドによる実写映画版。クリストファー・マッカリー監督、スカイダンス・プロダクションズ製作。製作には西崎彰司も参加するという。マッカリーは2015年の『ミッション:インポッシブル/ローグ・ネイション』の公開直前、改めて本作を監督することを公表している。
2017年3月24日には、企画の脚本を『デッドフォール 極寒地帯』のザック・ディーンが担当することが報じられた。
既にプロジェクトが消滅している模様。

## 漫画
個々の詳細は各作品記事を参照。
松本零士版
宇宙戦艦ヤマト（企画・原案 - 西崎義展）
アニメの放送と並行して『冒険王』誌の1974年11月号から1975年4月号まで連載。単行本化の際に60ページ余りが加筆されたが、月刊誌ゆえの掲載ペースの遅さに加え、アニメの内容が短縮されたため、ストーリーはかなり省略され、松本自身がダイジェストと自認する内容となっている。
『さらば宇宙戦艦ヤマト 愛の戦士たち』『宇宙戦艦ヤマト2』に合わせ、白色彗星帝国編も同一タイトルの『宇宙戦艦ヤマト』で『冒険王』1978年7月号から1980年1月号にかけて連載されたが、ストーリー未完のまま連載を終了している。
宇宙戦艦ヤマト 永遠のジュラ編
『プレイコミック』誌の1976年8月26日号に掲載。当時流行した、オリジナル作者による有名漫画の読みきり新作企画の一環として描き下ろされたサイドストーリー。西崎義展が企画協力として参加している。オリジナル要素として、デスラーの妻子が描かれている。
上記の松本版コミカライズの、サンデーコミックスの第3巻および秋田文庫の第2巻に収録されている。

ひおあきら版
朝日ソノラマのサンコミックスより刊行。『宇宙戦艦ヤマト2』『宇宙戦艦ヤマトIII』を除く『宇宙戦艦ヤマト 完結編』までの全作をコミカライズしている（『ヤマトIII』も後述の通りサンコミックスでコミカライズされているが、作画はひおではなく増尾隆之）。
1作目のみオリジナル要素やアニメ放映までに変更された初期設定に基づくものが多分に含まれた内容となっているが、2作目以降はアニメ版に忠実な内容となっている（アニメ版で変更・省略された設定やエピソードが描かれることはある）。
朝日ソノラマが廃業（商標は親会社が継承）した後の新刊は、メディアファクトリーから出版されている。
宇宙戦艦ヤマト
1974年から1975年にかけてサンコミックスから全3巻で描き下ろしで発行されたコミカライズ作品。アニメ版の脚本を担当した藤川桂介が構成を行い、漫画原作を担当。デスラー総統暗殺計画、没キャラとなったイローゼやシャベラスタ、キャプテンハーロックの登場など、放送されたアニメ版の元になった全39話のストーリーに準拠した展開を見せている。
1999年に、朝日ソノラマからソノラマ漫画文庫として全3巻で文庫化。メディアファクトリーから、2005年に全2巻で文庫化（MF文庫）、2009年に同じく全2巻でコンビニコミック化（MFコミックス）されている。
さらば宇宙戦艦ヤマト 愛の戦士たち
1978年から1979年にかけてサンコミックスから全3巻で描き下ろしで発行されたコミカライズ作品。
メディアファクトリーから、2005年に全2巻で文庫化（MF文庫）、2009年に同じく全2巻でコンビニコミック化（MFコミックス）されている。
宇宙戦艦ヤマト 新たなる旅立ち
1979年にサンコミックスから全2巻で刊行。
メディアファクトリーから、2005年に全1巻で文庫化（MF文庫）、2010年に同じく全1巻でコンビニコミック化（MFコミックス）されている。
ヤマトよ永遠に
1980年にサンコミックスから全2巻で刊行。
メディアファクトリーから、2005年に全1巻で文庫化（MF文庫）、2010年に同じく全1巻でコンビニコミック化（MFコミックス）されている。
宇宙戦艦ヤマト 完結編
1983年にサンコミックスから全2巻で刊行。
メディアファクトリーから、2005年に全1巻で文庫化（MF文庫）、2010年に同じく全1巻でコンビニコミック化（MFコミックス）されている。

その他
宇宙戦艦ヤマト（作画 - 聖悠紀）
児童向け月刊誌『テレビランド』の1974年11月号から1975年3月号まで連載。掲載以後、研究資料用の300部限定の同人誌が発行されたのみで、公式な再録や単行本化はされていない。
1975年発売の『別冊テレビランド』第1号には、番外編として植民星出身ガミラス軍捕虜のオリジナルエピソードが掲載されたが、こちらは『ハイパーホビー』2012年7月号に再録された。
宇宙戦艦ヤマトIII（作画 - 増尾隆之）
1981年の5月と7月に、朝日ソノラマのサンコミックスより全2巻描き下ろしで刊行。
宇宙戦艦ヤマトIII（作画 - 愛沢ひろし）
『冒険王』の1980年11月号から1981年8月号まで連載された。単行本化はされていない。
宇宙戦艦ヤマト 遥かなる星イスカンダル（コミックアンソロジー）
同タイトルのゲームが発売された翌年の2000年5月、むらかわみちお発案でスタジオDNAより刊行。むらかわみちお、まがみばん、大貫健一、富士原昌幸、島本和彦、きお誠児、ときた洸一がそれぞれ第1作の1エピソード（テレビ版で言えば第1話、第2・3話、第7・8話、第21・22話、第23・24話、第25話、第26話）を担当したほか、庵野秀明、出口竜正、竹本泉、永野のりこ、鈴木雅久、幡池裕行、増永計介（表紙イラストも担当）が見開きでイラストとエッセイを載せている。
宇宙戦艦ヤマト2199（むらかわみちお / 原作 - 西崎義展 / キャラクターデザイン - 結城信輝）
月刊漫画雑誌『ニュータイプエース』で2012年Vol.6から2013年Vo.23まで連載された後、ウェブコミック配信サイト『角川ニコニコエース』で第95号から月イチ更新で連載されている。『宇宙戦艦ヤマト2199』のコミカライズ作品。大筋の物語はアニメ本編に沿っているが、オリジナル要素も多く含まれている。
宇宙戦艦ヤマト2199 緋眼のエース（東まゆみ / 原作 - 西崎義展 / キャラクターデザイン - 結城信輝 / 監修 - 西崎彰司）
月刊漫画雑誌『月刊コミックブレイド』で2013年9月号から2014年6月号まで連載。山本玲を主人公とした『宇宙戦艦ヤマト2199』のスピンオフ漫画。
宇宙戦艦ヤマトNEXT スターブレイザーズΛ（吾嬬竜孝 / メカデザイン - 玉盛順一朗）
ウェブコミック配信サイト『コミックNewtype』で2020年6月10日から2022年8月12日にかけて連載された。世界観やキャラクターなどはすべて一新されており、過去作品とのつながりはない。

## 絵物語
空想科学絵物語版
アニメ放送と同時期に「小学五年生」1974年10月号から1975年3月号まで6回連載。構成と文は藤川桂介、絵が松本零士。最終回はドメル艦隊との七色星団の決戦が中心で、ガミラス星攻防戦やイスカンダル星のくだりは、32行の文章で済ませ終了している。1999年に『こんなマンガがあったのか! 名作マンガの知られざる続編・外伝』で全6回が初再録された。次いで2010年に小学館クリエイティブから発行された『松本零士 初期SF作品集』の「未復刻SF作品集」でも再び再録された。この書籍にはサーシャ・シップや脱出カプセルのモデルとなった『マシン童子』（「ぼくらマガジン」1970年.講談社）も掲載されている。
絵物語版
アニメ放送と同時期に「小学四年生」1974年10月号から75年3月号まで6回連載。文章：藤川桂介／絵：池原成利。最終回直前は第8話の冥王星壊滅作戦が、最終回はガミラス本星攻防戦が掲載され終了している。

## 小説
| 題名                                                  | 著者                                           | 発行元                     | 装丁          | 発行日         | 備考 |
| ----------------------------------------------------- | ---------------------------------------------- | -------------------------- | ------------- | -------------- | --- |
| 宇宙戦艦ヤマト 地球滅亡編                             | 作：石津嵐 原案：豊田有恒                      | 朝日ソノラマ               | 並装          | 1974年10月20日 | 1975年11月10日にソノラマ文庫に合本して再録 |
| 宇宙戦艦ヤマト 地球復活編                             | 作：石津嵐 原案：豊田有恒                      | 朝日ソノラマ               | 並装          | 1975年2月3日   | 1975年11月10日にソノラマ文庫に合本して再録 |
| 宇宙戦艦ヤマト 1 発進編                               | 構成：西崎義展                                 | 朝日ソノラマ               | 並装          | 1977年7月20日  | 1978年12月30日にソノラマ文庫に再録 ヤマト大全集1 - 3として再録（出版日不詳）                                                                       |
| 宇宙戦艦ヤマト 2 死闘編                               | 構成：西崎義展                                 | 朝日ソノラマ               | 並装          | 1977年8月1日   | 1978年12月30日にソノラマ文庫に再録 ヤマト大全集1 - 3として再録（出版日不詳）                                                                       |
| 宇宙戦艦ヤマト 3 回天編                               | 構成：西崎義展                                 | 朝日ソノラマ               | 並装          | 1977年8月10日  | 1978年12月30日にソノラマ文庫に再録 ヤマト大全集1 - 3として再録（出版日不詳）                                                                       |
| さらば宇宙戦艦ヤマト 愛の戦士たち 上                  | 文：三浦清史                                   | 集英社ファンファン文庫     |               | 1978年8月15日  | 1978年8月25日にモンキー文庫からも出版 |
| さらば宇宙戦艦ヤマト 愛の戦士たち 下                  | 文：三浦清史                                   | 集英社ファンファン文庫     | 1978年8月30日 |                | 1978年8月25日にモンキー文庫からも出版 |
| さらば宇宙戦艦ヤマト 愛の戦士たち                     | 文：若桜木虔 監修：西崎義展                    | 集英社文庫コバルトシリーズ | 文庫版        | 1978年8月19日  | |
| さらば宇宙戦艦ヤマト 愛の戦士たち 1                   | 構成：西崎義展                                 | 朝日ソノラマ               | 並装          | 1978年9月1日   | 1979年3月15日にソノラマ文庫に再録 |
| さらば宇宙戦艦ヤマト 愛の戦士たち 2                   | 構成：西崎義展                                 | 朝日ソノラマ               | 並装          | 1978年9月15日  | 1979年3月15日にソノラマ文庫に再録 |
| 宇宙戦艦ヤマト                                        | 文：若桜木虔 監修：西崎義展                    | 集英社文庫コバルトシリーズ | 文庫版        | 1978年9月20日  | |
| さらば宇宙戦艦ヤマト 愛の戦士たち                     | 文：牧美智瑠 監修：西崎義展                    | 集英社                     | 並装版        | 1978年10月5日  | |
| 宇宙戦艦ヤマト                                        | 文：牧美智瑠 監修：西崎義展                    | 集英社                     | 並装版        | 1978年11月10日 | |
| 宇宙戦艦ヤマト 総集編                                 | 文：三浦清史 監修：西崎義展                    | 集英社モンキー文庫         | B6判          | 1978年11月10日 | これ以後のヤマトシリーズは重版する過程でモンキー文庫からファンファン文庫に移行している（完結篇は初版からファンファン文庫である）                   |
| 熱血小説 宇宙戦艦ヤマト                               | 著者：高垣眸                                   | オフィス・アカデミー       | 並装版        | 1979年7月4日   | 戦前児童文学で活躍した高垣に西崎が直接小説化を依頼                                                                                                 |
| 宇宙戦艦ヤマト 新たなる旅立ち                         | 文：若桜木虔 監修：西崎義展                    | 集英社文庫コバルトシリーズ | 文庫版        | 1979年9月14日  | |
| 宇宙戦艦ヤマト 新たなる旅立ち 1                       | 構成：西崎義展                                 | 朝日ソノラマ               | 並装版        | 1979年9月14日  | ヤマト大全集6, 7に再録 ソノラマ文庫に合本して再録                                                                                                  |
| 宇宙戦艦ヤマト 新たなる旅立ち 2                       | 構成：西崎義展                                 | 朝日ソノラマ               | 並装版        | 1979年9月14日  | ヤマト大全集6, 7に再録 ソノラマ文庫に合本して再録                                                                                                  |
| 宇宙戦艦ヤマト 新たなる旅立ち                         | 文：三浦清史 監修：西崎義展                    | 集英社モンキー文庫         | B6判          | 1979年9月30日  | |
| 宇宙戦艦ヤマト2 上（ヤマト大全集4）                   | 構成：西崎義展                                 | 朝日ソノラマ               |               | 1980年8月1日   | 1981年3月26日にソノラマ文庫に合本して再録 |
| 宇宙戦艦ヤマト2 下（ヤマト大全集5）                   | 構成：西崎義展                                 | 朝日ソノラマ               |               | 1980年8月1日   | 1981年3月26日にソノラマ文庫に合本して再録 |
| ヤマトよ永遠に                                        | 文：若桜木虔 監修：西崎義展                    | 集英社文庫コバルトシリーズ | 文庫版        | 1980年8月15日  | |
| ヤマトよ永遠に 上                                     | 文：三浦清史 監修：西崎義展                    | 集英社モンキー文庫         | B6判          | 1980年9月1日   | |
| ヤマトよ永遠に 下                                     | 文：三浦清史 監修：西崎義展                    | 集英社モンキー文庫         | B6判          | 1980年9月10日  | |
| ヤマトよ永遠に 上（ヤマト大全集8）                    | 構成：西崎義展                                 | 朝日ソノラマ               |               | 1980年9月20日  | |
| ヤマトよ永遠に 下（ヤマト大全集9）                    | 構成：西崎義展                                 | 朝日ソノラマ               | 1980年9月25日 |                | |
| 宇宙戦艦ヤマトIII 1                                   | 文：若桜木虔 監修：西崎義展                    | 集英社文庫コバルトシリーズ | 文庫版        | 1981年5月15日  | |
| 宇宙戦艦ヤマトIII 2                                   | 文：若桜木虔 監修：西崎義展                    | 集英社文庫コバルトシリーズ | 文庫版        | 1981年5月15日  | |
| 宇宙戦艦ヤマトIII                                     | 文：三浦清史 監修：西崎義展                    | 集英社モンキー文庫         | B6判          | 1981年6月      | |
| 宇宙戦艦ヤマトIII 1（ヤマト大全集10）                 | 構成：西崎義展                                 | 朝日ソノラマ               |               |                | |
| 宇宙戦艦ヤマトIII 2（ヤマト大全集11）                 | 構成：西崎義展                                 | 朝日ソノラマ               |               |                | |
| 宇宙戦艦ヤマトIII 3（ヤマト大全集12）                 | 構成：西崎義展                                 | 朝日ソノラマ               |               |                | |
| 宇宙戦艦ヤマト完結編 1                                | 文：若桜木虔 監修：西崎義展                    | 集英社文庫コバルトシリーズ | 文庫版        | 1982年12月15日 | |
| 宇宙戦艦ヤマト完結編 2                                | 文：若桜木虔 監修：西崎義展                    | 集英社文庫コバルトシリーズ | 文庫版        | 1983年3月15日  | |
| 宇宙戦艦ヤマト完結編 1                                | 文：岬兄悟                                     | 徳間書店アニメージュ文庫   | 文庫版        | 1982年12月31日 | |
| 宇宙戦艦ヤマト完結編 2                                | 文：岬兄悟                                     | 徳間書店アニメージュ文庫   | 文庫版        | 1983年4月15日  | |
| 宇宙戦艦ヤマト完結編 1                                | 構成：西崎義展                                 | 朝日ソノラマ ソノラマ文庫  | 文庫版        | 1983年2月15日  | |
| 宇宙戦艦ヤマト完結編 2                                | 構成：西崎義展                                 | 朝日ソノラマ ソノラマ文庫  | 文庫版        | 1983年3月      | |
| 宇宙戦艦ヤマト完結編 上                               | 文：三浦清史 監修：西崎義展                    | 集英社ファンファン文庫     | B6判          | 1983年3月15日  | |
| 宇宙戦艦ヤマト完結編 下                               | 文：三浦清史 監修：西崎義展                    | 集英社ファンファン文庫     | B6判          | 1983年4月10日  | |
| 宇宙戦艦ヤマト2199 ［上］                             | 豊田巧                                         | マッグガーデン             | B6判          | 2013年10月31日 | |
| 宇宙戦艦ヤマト2199 ［下］                             | 豊田巧                                         | マッグガーデン             | B6判          | 2013年12月27日 | |
| 宇宙戦艦ヤマト2202 愛の戦士たち                       | 文：皆川ゆか ストーリー:福井晴敏 原作:西崎義展 |                            | B6判          |                | 1 - 4以下続刊 |
| 宇宙戦艦ヤマト黎明篇 第1部 アクエリアス・アルゴリズム | 文：高島雄哉 原作:西崎義展                     | KADOKAWA                   |               | 2021年9月27日  | 1983年に公開された「宇宙戦艦ヤマト 完結編」から、四半世紀の時を経て、2009年に公開された「宇宙戦艦ヤマト 復活篇」。この間を描く新作オリジナル小説。 |
| 宇宙戦艦ヤマト 黎明篇 第2部 マリグナント・メモリー    | 文：塙龍之 原作:西崎義展                       | KADOKAWA                   |               | 2024年11月1日  | 1983年に公開された「宇宙戦艦ヤマト 完結編」から、四半世紀の時を経て、2009年に公開された「宇宙戦艦ヤマト 復活篇」。この間を描く新作オリジナル小説。 |

### 石津嵐版
石津嵐の小説版（上記の表の先頭。ソノラマ文庫のローンチタイトルでもあった）は本作品の企画段階で没とされた豊田らの案を元に構成されており、スターシアがコンピュータであり、デスラーはスターシアにより創造された仮生命体であること、ヤマト乗員のほとんどはイスカンダル星に到着までに戦死または事故死すること、放射能汚染された地球は回復不能でその環境に適応するよう生態改造を行う旨を告げられること、仮生命体であるデスラーを倒すため、創造主たるスターシア（イスカンダル）を破壊する、など、ストーリー・設定がアニメ版とは大幅に異なっている。豊田有恒によれば「99.9%石津の仕事」とのこと。なお、終盤の設定の一部が劇場版の「スターシア死亡編」に生かされた。
松本の漫画や石津の小説は原作と誤解される場合があるが、どちらも原作ではない。最初に用意されたアニメ作品企画をノベライズ、コミカライズし、他メディアに展開するという戦略の、今で言うメディアミックスの初期の例と言える。
当時の出版事情から、石津版の入稿時期は、少なくとも松本零士の漫画版の入稿より早いと推測される。これらの存在より宇宙戦艦ヤマトの創作著作者は豊田有恒で、映画の著作者は西崎義展・松本零士と考えられるとする意見もある。ただし豊田有恒は、自分はおおまかなストーリーとSF設定を担当しただけであるとして著作権を主張しておらず、著作者人格権をめぐる紛争では松本零士に原作権があるとしていた。
その他の小説作品については、ストーリーはアニメ版とほぼ変わらない。

## その他のメディア展開

### ラジオ
ステレオ劇画
1977年8月20日から8月27日までNHK-FM放送で『ステレオ劇画 宇宙戦艦ヤマト』が全8回放送された。夏休みの19時15分から22時の特別編成『サマー・ワイド・スペシャル』という枠の19時15分からの15分番組だった。ストーリーはテレビアニメに準じたもので、女優のあべ静江がナレーションからキャラクターのセリフまで1人で担当する朗読形式。音楽はヴァンゲリスの曲(曲名は「Alpha」アルバム「Albedo 0.39」収録）を採用し、効果音はアニメとは異なるものが使われており、イメージが異なることからファンには不評だったという。シナリオ監修は藤川桂介で、藤川が構成をしたひおあきらによる漫画版と一部同じエピソードが挿入されている。『ステレオ劇画』は、他にもさいとう・たかをの『ゴルゴ13』、川崎のぼるの『フットボール鷹』を放送し、『宇宙戦艦ヤマト』は『フットボール鷹』の後番組だった。
オールナイトニッポン
1977年12月2日の深夜番組『オールナイトニッポン』の枠で、クリスマスシーズンの『交響組曲宇宙戦艦ヤマト』の発売にあわせて、ドン上野プロデュースの4時間のスペシャル番組が放送された。『オールナイトニッポン 宇宙戦艦ヤマトスペシャル』として4時間生放送ドラマとしては、『ハウス』『がんばれ元気』に続く第3弾となった。4部構成でドラマを挟んで多数のゲストがヤマトについて語った。ラジオドラマは48名の声優が参加して、録音ではなく生放送で放送された。2日前に脚本の依頼を受けた藤川桂介は、西崎義展から提供を受けた薬品の力も借りて放送前日の6時間で執筆。ドラマは古代進が日記をつけるという形式でモノローグと解説を入れて進行していった。NHK-FMのラジオ劇画版とは異なり、声優・音楽・効果音もオリジナルと同一である。
この放送では、3つのトラブルがあった。
1つは、松本零士が出演をボイコットすると言い出したことである。プロデューサーの西崎義展と脚本を担当した藤川桂介が、放送開始30分前に松本邸まで赴いて出演を説得し、放送途中から出演することになった。
クレジットに名前が読み上げられなかったために、放送中松本は姿を現さなかった。番組の最後に登場し、自分の名前が読まれなかったことに対し不快感をあらわにして「本当はここに来たくなかった」と言って場を白けさせてしまった。これが後の著作権問題のトリガーになったともいえる。後の再放送では松本のクレジットが読まれた。
もう1つは、BGMの放送事故。ドラマでは『交響組曲宇宙戦艦ヤマト』のLPレコードがBGMに使われたが、第4部のクライマックスシーンで回転数が間違えられてしまった。後日、ドラマが再放送されたが、この部分は差し替えられた。
最後は、ニッポン放送が受け付けていた30回線の電話回線に対して、あまりの人気に推定20万本のファンからの電話が殺到して、電話局の回線がパンクしたというものだった。

### ウェブサイト
2009年の劇場映画『宇宙戦艦ヤマト 復活篇』の公開を記念し、初のオフィシャルコミュニティサイト、ヤマトクルーが公開された。シリーズのファンがウェブを通じて交流しあう、WEB2.0時代の場として存在している。

### 講談
森雪の声優である麻上洋子が、講談師の一龍斎春水として講談・宇宙戦艦ヤマトを創作して高座にかけている。

## 音響
本シリーズはプロデューサーの西崎義展の下、「音」に関して非常に拘られており、シリーズの重要な構成要素として制作スタッフも認めるところとなっている。

### 音楽
シリーズの主題歌やBGMなどの音楽の作曲は宮川泰が担当している。また、『新たなる旅立ち』以降のごく一部は息子の宮川彬良によるものであるほか、『完結編』では『さらば』以降楽曲の演奏においてピアニストとして参加していた羽田健太郎が作曲に参加している。
音楽は西崎の意向によりオーケストラによるものとなっている。これは1977年に発売された「交響組曲 宇宙戦艦ヤマト」の収録に際してシンフォニック・オーケストラ・ヤマトが編成されたことによって本格化した。また、本盤は他の作品にも影響を与えている（交響組曲 宇宙戦艦ヤマト#影響も参照）。
『復活篇』では宮川泰・羽田健太郎両氏ともに故人となっており、新規のBGMは山下康介によって作曲されているが、半分以上のBGMは歴史的な音楽家によるクラシック音楽が使用されている。このことは従来のヤマトファンから戸惑いの声が多数寄せられる結果となり、ディレクターズカット版では未発表曲を含む過去作のBGMを再構成して使用している（宇宙戦艦ヤマト 復活篇#音響も参照）。
リメイク作品である『2199』シリーズでは、宮川彬良が音楽を担当し、BGMの再録や新規BGMの作曲を行っている（宇宙戦艦ヤマト2199#音楽、宇宙戦艦ヤマト2202 愛の戦士たち#音楽・音響も参照）。

### 効果音
効果音は東京演劇音響研究所の柏原満によって制作されている。柏原は鉄腕アトムの録音技術に参加した際、大野松雄から効果音作りのノウハウを教わり、活字から湧き上がった音のイメージが頭の中に溜まっていき、何とかして表現したいと思っていたところで宇宙戦艦ヤマトと出会い、自身の音を発表できると思って参加した。そのため、ヤマトの効果音の作り方の根底にはアトムがあると柏原は述べている。ヤマトの効果音を作る上で「『船』のイメージを絶対忘れないでくれ」と注文を受けたが、それ以外の要望は特になかったため、ほとんど柏原自身のイメージで作っていったという。ガミラス星が映る時のおどろおどろしい音は完全に柏原が独自につけたものであり、西崎を驚嘆させた模様。
『復活篇』での効果音はサウンドボックスの倉橋静男が担当。『完結編』から26年の歳月を経ているため、最新の音響設備に合わせ、ごく一部を除き効果音が一新されたが、BGM同様ファンからは不評を買っている。そのためディレクターズカット版では、ヤマトファンにとって耳馴染みのよい『復活篇』を目指し、効果音を旧来の音源に戻している。なお、『復活篇』時にも当初柏原へオファーは来ていたが、「5.1chはちょっとできない」と断られ、一部の音データのみ借りて使用することになった。ディレクターズカット版制作時に改めて話を持ち掛けても変わらず渋られてしまい、音響監督の吉田知弘が通いつめて頼み込んだ結果、吉田が柏原の持つ音源を借り受けて復元・コピーを行うという形で落ち着いた。
『2199』ではフィズサウンドクリエイションの西村睦弘が担当となっており、『復活篇』時にデジタルライブラリ化された旧来の効果音を、現代の作風に合うように調整したうえで使用している。また、ほぼ全ての音が旧来のものに差し替えられた『復活篇』とは異なり、本作では印象的な音（主砲発射音など）は旧来のもの、現実的な音（キャラクターの動作する音など）は新規のもの（監督の出渕裕曰く「リアル系の音」）と、場面に合わせて使い分けがなされている。
柏原は『復活篇』『2199』には直接参加はしていないが、効果音を使用するにあたり「オリジナルサウンドエフェクト」という独自の肩書でクレジットされている。なお、柏原は『復活篇』でのインターネットの批評を見るまで自身の作った音にファンがいることを知らなかったと述べている。

## 関連商品

### レコード・CD
6作品がオリコンLPチャートで10位以内にランクインし、関連レコードは総売上は300万枚に達した。これを受け発売元の日本コロムビアでは、アニメーション作品や特撮の劇中音楽をステレオ録音し、アルバムとして続々とリリースしていった。
『宇宙戦艦ヤマト』(CS-7033) - 1位
『さらば宇宙戦艦ヤマト 愛の戦士たち』(CQ-7011) - 2位
『さらば宇宙戦艦ヤマト 愛の戦士たち ドラマ編』(CS-7077-8) - 2位
家庭用ビデオデッキ及び、ビデオ収録された作品が商品として発売される以前に、劇場の音源を収録したLPレコード。
『交響組曲 宇宙戦艦ヤマト』(CQ-7001) - 3位
作曲・編曲 - 宮川泰 / 演奏 - シンフォニック・オーケストラ・ヤマト（特別編成オケ）
インスト曲のみで、全12曲構成。アニメ作品の同種企画の先駆けとなった。これらの企画は「宇宙戦艦ヤマト三部作」として、第20回日本レコード大賞企画賞を受賞している。
『ヤマトよ永遠に 音楽集 Part.1』(CQ-7051) - 10位
『宇宙戦艦ヤマト 新たなる旅立ち』(CQ-7029) - 10位
順位はオリコンLPチャートのもの。出典は『オリコン・チャートブック LP編 昭和45年-平成1年』オリジナル・コンフィデンス、1990年、151頁・331-341頁。ISBN 4-87131-025-6。
『交響曲 宇宙戦艦ヤマト』
- 第1楽章「誕生」
- 第2楽章「戦い」（スケルツォ）
- 第3楽章「祈り」（アダージョ）
- 第4楽章「明日への希望」（ドッペルコンチェルト）

羽田健太郎作曲（テーマモチーフ作曲：宮川泰、羽田健太郎）
演奏 - 羽田健太郎（ピアノ独奏 - 第4楽章）、徳永二男（ヴァイオリン独奏 - 第4楽章）、川島和子（ヴォカリーズ - 第3楽章）、NHK交響楽団（管弦楽）、大友直人（指揮）。
1984年5月4日、五反田簡易保険ホールにおける演奏会ライブ録音・録画。LP（後にCD）/ VHS(/Beta) / LD発売、DVD復刻発売。1992年NHK衛星第二放送での宇宙戦艦ヤマト特集にて放送。
4楽章構成の交響曲で、第1楽章はソナタ形式、第2楽章はスケルツォとして『完結編』のコスモタイガーのテーマを急速な3拍子に編曲。第3楽章アダージョにはスターシャのテーマとして女声ヴォカリーズを挿入（レコードやビデオのクレジットにはジャズ用語のスキャットとして表記されているが、リズムを刻むための子音を挿むわけではないのでヴォカリーズが正しい）、そして第4楽章は作曲者羽田健太郎のピアノと当時N響のソロコンサートマスターだった徳永二男のヴァイオリンによる「ドッペルコンチェルト（二重協奏曲）」という構成になっている。アニメ劇伴をオーケストラ音楽として鑑賞する先駆けとなった作品。
なお、多くのモチーフは宮川泰作曲のオリジナル劇伴を流用しているが、ソナタ形式などにのっとった交響曲としての構成での作曲は羽田によるもの。第2楽章は『完結編』のモチーフを流用しており、これはもともと羽田の作曲である。
映像演出は実相寺昭雄。「オーケストラがやってきた」等で鳴らした腕を存分に生かした出来となっている。なお、本人によれば「N響を撮った民放ディレクター一番乗り」との事。
「交響曲宇宙戦艦ヤマト - ライブ録音 - トラックダウン・バージョン」が2004年11月25日発売の「生誕30周年記念 ETERNAL EDITION PREMIUM 宇宙戦艦ヤマトCD-BOX」のボーナスディスクとして収録されている。
その後、『宇宙戦艦ヤマト 復活篇』公開にあたり、大友直人指揮、日本フィルハーモニー交響楽団演奏にて、「交響曲ヤマト2009」として再録音されている。

### 玩具
前後してキャラクターグッズ類も多数製作された。
模型は主にバンダイから発売されており、主役艦であるヤマトの模型は、使用される金型ごとに大別して「銀河モデル（パネルモデル）」「イメージモデル」「メカニックモデル」「コズミックモデル」の4シリーズが展開していた。
「銀河モデル」の前身は「ゼンマイ走行版」などとも称される模型である。1969年からプラモデルの製造を始めたバンダイは「バンダイマスコミシリーズ」を展開し、当時人気のキャラクターを次々と模型化していた。1974年、バンダイマスコミシリーズNo.113として「宇宙戦艦ヤマト プラモデル 第1号」が発売された。本放送時に発売されたこのプラモデルは、当初、艦首波動砲発射口からスプリングでミサイルが飛ばせるギミックや、艦底にゼンマイと三点式車輪による走行ギミックを持つなど、70年代当時のキャラクタープラモデルと同じ考えに立ったものだった。ゼンマイ走行（アナライザーはゼンマイ歩行）する、ヤマト、コスモゼロ、ブラックタイガー、アナライザーがそれぞれ当時500円で発売されたが、第1作テレビアニメの番組打ち切りにより特に注目されることなく、市場からいったんは姿を消した。
ヤマトブーム下での1977年の映画公開に合わせて、バンダイがゼンマイ走行ヤマトを再発売すると、瞬時に完売し、1ヵ月未満で追加生産となる。追加生産時にヤマトファンからの意見を取り入れ、ゼンマイ走行部をオミットして第三艦橋を追加造型して艦首形状を変更してディスプレイモデルに改修し、メタリックカッパー塗装が施された「銀河モデル」（ノンスケールで700円。1978年3月〜7月の短期間）が発売された。後に「銀河モデル」の金型を流用し、成型色を通常のグレーに変え、「1/1000」というスケール表示を追加した「パネルモデル」が展開される。1978年7月に「さらば版」（テレサパネル付き）、1980年9月に箱絵を変えたマイナーチェンジである「永遠に版」が発売された。この金型を使用した当シリーズは、『宇宙戦艦ヤマトIII』のころまで販売を続け、『宇宙戦艦ヤマト 完結編』公開の1983年3月に発売された新規金型の「1/1000 宇宙戦艦ヤマト」（通称「ファイナルヤマト」）に取って代わられるまで、ヤマト模型のスタンダードアイテムとして位置付けられ続けた。
「イメージモデル」は、斜め前方からのイメージを重視しパースが極端につくようデフォルメしたプラモデルである。第1作劇場版が公開された1977年に「ディフォルメ・ディスプレモデル」という商品名で発売され、『さらば宇宙戦艦ヤマト 愛の戦士たち』公開に合わせた再発売時に、商品名を「イメージモデル」と改めた。なお、1978年発売の「1/500 コズミックモデル 宇宙戦艦ヤマト」から始まる「コズミックモデル」シリーズは、このイメージモデルの上部構造物が流用された。
「メカニックモデル」は、スケールモデルのプラモデルシリーズである。「1/700 メカニックモデル 宇宙戦艦ヤマト」が1978年に発売された。これは、艦体の中に内部構造のメカが配置された、カットモデルであった。宇宙戦艦ヤマトのプラモデルでは初めてスケール表示がされたキットで、艦船モデルのウォーターラインシリーズの統一スケールと同じであった。そして『ヤマトよ永遠に』公開の1980年に、内部メカの一部分の塗装などをリニューアルした「1/700 ニューメカニックモデル 宇宙戦艦ヤマト」が発売された。また、このリニューアルにあわせて、「ニューメカニックモデル」から内部メカを取り除き、カットモデルではない純粋な艦船モデルとした「1/700 宇宙戦艦ヤマト」も発売された。このヤマトのスケールモデルは、大ヒット商品である『機動戦士ガンダム』のプラモデル「ガンプラ」の先駆けとなって、開発やマーケティングのノウハウが活用された。ガンプラはヤマトのスケールモデル的手法を活かし、さらに統一されていなかったスケールを統一する形でリリースされたものである。
「イメージモデル 宇宙戦艦ヤマト」は、当時2800円と高価格にもかかわらず、初回出荷10万個が1カ月で完売、1年で25万個、「1/700 宇宙戦艦ヤマト」は初年で31万個、後述する1個100円のヤマトメカコレクションは初年度で合計850万個と大ヒット商品で、当時経営不振だったバンダイ模型の売上げを回復した、救世主商品となった。そして、バンダイによるプラモデルは4年間にわたって販売される人気商品となった。
ヤマトシリーズのプラモデルに関しては、ほぼバンダイの独擅場だったが、『さらば』『宇宙戦艦ヤマト2』時には、野村トーイが参入してくる。野村トーイは「ダイキャスト」と称する合金玩具を始めとした各種玩具を発売。1978年11月からは、野村トーイ初のプラモデルとして、「宇宙戦艦ヤマト」（1/1200で500円）、「地球防衛軍艦隊旗艦アンドロメダ」（1/1000と1/1200の大小2種）、「高速中型空母ナスカ」（1/1000スケール）が発売される。このプラモデルは細部成形が評価されたが、市場に出回った数が限られた幻のモデルとなっている。
『宇宙戦艦ヤマトIII』時にはポピーが参入。低年齢層向け商品である「ポピニカ」シリーズとスペースコレクションシリーズからヤマトの模型を販売した。後にポピーはバンダイに吸収されるが、「ポピニカ」と「超合金」を大人向け（15歳以上）の企画としてリファインした「ポピニカ魂」と「超合金魂」のシリーズ商品としてもヤマトシリーズの模型は発売されることになる。
『完結編』以降は、プラモデルの大きな商品展開はなく、ヤマトのプラモデルが幾ばくか2000年代に発売される程度だった。しかし、2012年から2014年にかけての『宇宙戦艦ヤマト2199』では、バンダイが1/1000の統一スケールでのプラモデルの展開を始める。バンダイの担当者は「全てのメカを出す」という意気込みを見せ、その意思表示としてガミラス側プラモの2番手にメジャーなメカとは言い難いポルメリア級強襲航宙母艦を出すという挑戦をし、本作の総監督である出渕裕から苦笑されている。また、ヤマトだけは1/500スケールのプラモデルも発売された。続編の『宇宙戦艦ヤマト2202 愛の戦士たち』でも、引き続き1/1000スケールの商品が展開されている。
2020年12月13日、カナダの模型メーカーであるインペリアル・ホビー・プロダクションが『YAMATO2520』に登場する第十七代ヤマトの1/1000プラモデルの企画を有していることをtwitter上で明らかにした。

#### メカコレクション
バンダイから1979年より展開されたプラモデルシリーズで、略称は「メカコレ」。全長12センチメートル前後の手の平サイズのプラモデルで、100円という低価格。当時としては精巧なプラモデルだったため、中高生ファンや児童に人気を博した。2014年現在、全33種が発売されている。
1979年1月末に発売した『さらば宇宙戦艦ヤマト』の登場メカ10種を皮切りに、同年7月に『宇宙戦艦ヤマト2』の登場メカ5種、同年10月に『新たなる旅立ち』の登場メカ3種、80年5、6月に第1作『宇宙戦艦ヤマト』および『ヤマト2』の登場メカ4種、81年5、6月に『宇宙戦艦ヤマトIII』の登場メカ8種の計30種が発売され、さらに79年4 - 8月にはメカコレ5種と背景をセットにした「スペース・パノラマ」が5セット発売された。また、宇宙戦艦ヤマトIII放映時にはメカコレの完成品に一部簡略化が加えられたスペースコレクションシリーズが発売された。
メカコレシリーズはNo.30「ガルマン・ガミラス帝国 惑星破壊ミサイル」をもって終了となったが、人気の高さからその後も再版されており、2004年にはメカコレ全30種をセットにした「メカコレクションセット」が発売、さらに2013年には『宇宙戦艦ヤマト2199』の展開に伴い同様のコンセプトの「ヤマトメカコレスペシャルボックス」が発売された。さらにこのスペシャルボックスには、新規造形メカコレとして「ドメラーズII世」「ブラックタイガー」「コスモクリーナーD」の3種類のメカが含まれており、実におよそ30年振りにメカコレシリーズの新商品が登場することとなった。また、「1/1000Scale 宇宙戦艦ヤマト2199」にはNo.18「ガミラス帝国軍 デスラー三段空母」が付属しており、箱にはメカコレのパッケージがプリントされ、切り取って組み立てることでパッケージも再現できるようになっている。また、その他の1/1000スケールのプラモの一部にも、正式なシリーズではないものの「メカコレサイズ」と称されるプラモが付属している。
2014年からは『宇宙戦艦ヤマト2199』のメカを商品化する新シリーズを展開。旧来のメカコレとは異なり、大半のパーツは接着剤不要のスナップフィットとなっている。

### ゲーム

#### ボードゲーム
バンダイifシリーズのウォー・シミュレーションゲーム。艦船ユニット（駒）は2ヘクス分の大きさで、「前進」「後進」「方向転換」の概念がある。
宇宙戦艦ヤマト
第1作から『III』までを一まとめにゲーム化。
宇宙戦艦ヤマト 完結編
『完結編』をゲーム化。

#### コンピュータゲーム
業務用レーザーディスクゲーム（アーケードゲーム AC）
宇宙戦艦ヤマト
発売年：1985年7月、ジャンル：コマンドシューティング
TAITOより発売。前作の『忍者ハヤテ』に続くレーザーディスクアニメーションゲーム第2弾。稼働時は初のFM音源搭載が売りだった。映像や声優陣（富山敬、納谷悟郎、仲村秀生、青野武、津嘉山正種、石田太郎）などはシリーズ最終作である『完結編』がベースだが、一部は『さらば』、『永遠に』の映像や新規描き下ろし作画部分もある。音楽は宮川泰の楽曲を流用しているが一部を小倉久佳が坦当している。
ステージは発進、冥王星空域、水惑星アクエリアス、宇宙空洞、要塞ウルク、水惑星アクエリアス（狙い撃ち）の6つ。一部ではコスモゼロやコスモタイガーIIに乗りディンギル軍の戦闘機やフレア弾を攻撃するステージと、要塞ウルクで古代進が敵を倒すステージがある（乗るのは宇宙空洞と要塞ウルクのみ）。ラストステージは、1発でプレ・ノアを波動砲で破壊させ、水柱を打ち切らせる。成功すれば完全クリアとなり、ヤマトは地球に帰還し、スタッフクレジットへ。失敗すればヤマトは破壊され、バッドエンドとなりゲームオーバー（コンティニュー不可）。発進は『さらば』、『永遠に』、『完結編』のランダムで選ばれる。発進の入力をミスをするとその場からリスタートだが、『完結編』の2回目の入力ミスをしてしまうとヤマトは転覆して『さらば』での海中発進からリスタートとなる。ミスシーン（失敗時）はほとんどが新規描き下ろし映像だが、一部では『完結編』のヤマトが自爆する映像がある。
『タイトー LDゲームコレクション』のアシスタントプロデューサー外山雄一がファミ通とのインタビューで語ったところによると、『忍者ハヤテ』のスタッフが開発に携わっていたといい、アニメ版プロデューサーの西崎にはメディアミックスの構想があったという。以上の経緯に加え、当時人気のあった『宇宙戦艦ヤマト』の映像をふんだんに使ってファンにアピールできるという点が先方に気に入られ、当時としては異例の許諾が下りたという。西崎はゲームの監修も務めたが、音声面の再現度に延々と駄目出しを繰り返し、またゲーム性と映像、音楽による演出という相反する部分を統合する事は困難を極めたため、開発チームも頭を抱えてしまったという。企画は1982年から始動しており、当初は第1作目をゲーム化する予定で映像をリメイクする案もあったという。
コスモゼロやコスモタイガーIIの操作システムは『サンダーストーム』のシステムをそのまま流用しているほか、本作のLDゲームは専用のコックピット筐体や大型スクリーン筐体などを使用しているが、後に別LDゲームの筐体（『アストロンベルト』、『インター・ステラ』、『アルベガス』、『サンダーストーム』、『マッハ3』）を流用する改造キットも発売されている。
稼働後は他のLDゲームと異なり、長らく家庭用ゲーム機へ移植される事は無かったが、2023年12月14日発売のNintendo Switch用ゲームソフト『タイトー LDゲームコレクション』に、『忍者ハヤテ』や『タイムギャル』と共にHDリマスター版が収録される。
なお、この『～コレクション』は一般流通で購入出来る版と、Amazon.co.jpが開催する「プライムデー」期間中に同社のサイトでしか購入予約できない「Amazonプライムデー限定商品」版があり、通常版にはAC版を元に遊びやすい難易度にアレンジした版が収録される。厳密な意味での移植版は「Amazonプライムデー限定商品」版の限定特典という形で収録される。（「宇宙戦艦ヤマト アーケードゲームエディション」の名称。この商品を購入したユーザーのみゲームソフトのダウンロードが可能となる「コード」が同梱されるという形。ただし後日有料で一般販売される可能性もあるとのこと）。
『タイトー LDゲームコレクション』を監修したお林幸人がファミ通とのインタビューの中で語ったところによると、ゲームが収録されているROMはタイトーにあったものの、基板どころか実機が現存しないため、『スペースインベーダー インヴィンシブルコレクション』の開発元であるゴッチテクノロジーに協力を仰いだという。『宇宙戦艦ヤマト』の基板の回路図から疑似的な解析が可能だと判明し、「宇宙戦艦ヤマト アーケードエディション」が出来上がった。ただし、当時のままのグラフィックでは現代（2023年）のモニター出力にそぐわないことに加え、同時収録する2作品がHDリマスター版であることから、「宇宙戦艦ヤマト アーケードエディション」をもとにHDリマスター版『宇宙戦艦ヤマト』を開発することになった。

ゲームボーイ用（GB）
宇宙戦艦ヤマト
発売日：1992年7月17日、ジャンル：ウォー・シミュレーション
ベックより発売。基本は2Dマップ上で行うシミュレーションゲームだが、ヤマト自身が戦闘に参加する場合のみ3Dシューティングに切り替わる。バックアップメモリーは搭載しておらず、ゲームの中断・再開はパスワードで行う。

PCエンジン（SUPER CD-ROM2）用（PCE-CD）
宇宙戦艦ヤマト
発売日：1992年12月22日、ジャンル：ウォー・シミュレーション
ヒューマンより発売。テレビシリーズから主要なエピソードをピックアップした全9ステージ構成。ゲームは基本的にブリッジ内で、砲撃（古代）、移動（島）、艦載機出撃（南部）、機体修理（太田）といった担当者に指示を出し、各ステージでのクリア目標を達成していくリアルタイムシミュレーションゲームになっている。
ゲーム内のビジュアルシーンはスプライトやBG面を使い、アニメを忠実に再現している。永井一郎のナレーションのみ新録で、セリフや効果音はアニメの流用。富山敬が演じる古代進の声と仲村秀生が演じる島大介の声が聞けるのは、上記の業務用のLDゲームに続いてこれが最後となる。

PlayStation用（PS1）
宇宙戦艦ヤマト 遥かなる星イスカンダル
発売日：1999年2月4日
ゲームオリジナルキャラクターとして、シュルツの兄・コルサックが登場する。
さらば宇宙戦艦ヤマト 愛の戦士たち
発売日：2000年5月2日
ゲームの進め方により、『2』もしくは『さらば』の2通りのエンディングが存在する。
宇宙戦艦ヤマト 英雄の軌跡
発売日：2000年9月28日
前2作のファンディスク。「永遠のジュラ編」シナリオも収録されている。

PlayStation 2用（PS2）
宇宙戦艦ヤマト イスカンダルへの追憶
発売日：2004年10月6日
『宇宙戦艦ヤマト 新たなる旅立ち』に当たる。「暗黒星団帝国編三部作」の第1作。
宇宙戦艦ヤマト 暗黒星団帝国の逆襲
発売日：2005年1月27日
宇宙戦艦ヤマト 二重銀河の崩壊
発売日：2005年4月6日
以上2本は 『ヤマトよ永遠に』に当たり、「暗黒星団帝国編三部作」の第2作・第3作。この三部作では大幅にシナリオが変更されており、進め方次第では原作で死亡したキャラクターを生き残らせることもできる。

ワンダースワン用（WS）
宇宙戦艦ヤマト
発売日：2001年2月8日
ヘクス式のウォー・シミュレーションゲーム（ヤマト本体は2ヘクスを占有する）。ワンダースワンカラー対応。
イスカンダルまでのヤマトの進行ルートが選択式になっており、テレビ（映画）版と異なるストーリーで進めることができる。また、ワンダーゲートからユニットや資材のダウンロードを行うことでヤマトを改造できる。その結果、エンディングでコスモクリーナーDを操作するのが真田志郎の場合もあるなど、マルチエンディングを迎える。
ゲームオリジナルキャラクターとして、ドメルをライバル視するガミラス士官・バガデスが登場する。

モバゲータウン用
宇宙戦艦ヤマト
サービス提供開始：2010年12月6日
アイテム課金制のソーシャルゲーム。地球滅亡365日前よりゲームが開始し、主人公（ユーザー）は、地球防衛軍のパイロットとしてヤマトに乗艦し、イスカンダルに向けて旅立つ。数々のゲームを行ってヤマトの装備アイテムを訓練し、レベルアップすることで先へ進む。個人として楽しむだけではなく、他のユーザーと交信したり合同訓練を行うことで能力の向上を図り、交流できる。

iOS用・Android用
宇宙戦艦ヤマト2199イスカンダル編
サービス提供開始：iOS用2013年9月15日・Android用2013年10月22日
宇宙戦艦ヤマト2199 Cosmo Guardian
サービス提供開始：iOS用2014年5月9日・Android用2014年4月1日
宇宙戦艦ヤマト2199 Battle Field Infinity
サービス提供開始：iOS用2014年12月2日・Android用2014年12月2日
宇宙戦艦ヤマト2202 戦士たちの記憶-Hero's Record-
サービス提供開始：iOS・Android用2018年1月29日

ヤマダゲーム用・TSUTAYAオンラインゲーム用・mixi用・GREE用・コロプラ用・mobage用・dゲーム用
宇宙戦艦ヤマト2199 イスカンダルへの旅路 → 宇宙戦艦ヤマト2202 遙かなる旅路
サービス提供開始：2014年10月29日（イスカンダルへの旅路）、2017年10月11日（遙かなる旅路）

G123用（スマートフォン・パソコン）
宇宙戦艦ヤマト 未来への航路
サービス提供開始：2023年6月22日
リメイクシリーズ全般を題材にしている。

#### パチスロ・パチンコ
パチスロ
- 宇宙戦艦ヤマトA（2000年11月、サミー）
- パチスロ宇宙戦艦ヤマト（2010年4月、山佐）

パチンコ
- CR宇宙戦艦ヤマト（2007年12月、藤商事）
- CR宇宙戦艦ヤマト2（2009年3月、藤商事）
- CR宇宙戦艦ヤマト3（2010年2月、藤商事）
- CRフィーバー宇宙戦艦ヤマト 復活編（2011年12月、SANKYO）
- フィーバー宇宙戦艦ヤマト（2015年5月、SANKYO）

## 知的財産権に関する特記
本作品は、1990年代末以降、譲渡契約の正当性や翻案作品製作、著作者表示など、著作権やその他知的財産権をめぐってトラブルや訴訟が頻発した。2009年に公開された「宇宙戦艦ヤマト復活編」以降の作品については、全ての権利関係がクリアになりトラブルは起こっていない。
これらの訴訟は、『キャンディ・キャンディ』とともに漫画・アニメにおける著作権問題の実例として取り上げられることがある。

### 原作
本作品の著作のクレジットは西崎義展の個人会社であるオフィスアカデミーである。第1作の企画原案としては、西崎義展と山本暎一がクレジットされていた。こうした経緯から松本零士は単独での原作者ではない。
ただし、松本零士はかねてから自分は原作権を持つ立場の一人であることを主張しており、西崎義展が破産し逮捕され、本作シリーズの著作権が譲渡された1990年代末以降、自分が原作者であると主張し始めた。その時期に出されたビデオグラムにはオリジナル映像には存在しなかった「原作・総設定 松本零士」の表示が冒頭に追加するよう東北新社に働きかけ、次項に出てくる合意書に基づき東北新社がバンダイビジュアルに対して強要した。ただし、西崎義展と松本零士との著作者人格権の訴訟の結果が出る前の商品であり、松本零士の一方的な主張によるものであった商品であるため、判決後のビデオグラム商品について、発売元のバンダイビジュアルは、その表示がある商品は再発売していない（再発売する場合は表示を修正している）。
後の、西﨑と松本の著作者人格権を巡る訴訟において、一審判決で西崎を著作者と認め、著作者人格権との判断が下された。西崎義展が自己破産した後に、松本零士は東北新社に自分を著作者として扱うように働きかけ、1999年1月に友好関係を確認する合意書を締結している。その中には、本著作者である西崎義展を共同で排除すること、権利者としての権利料の支払い、松本零士が新作を製作する時に全面的に協力する主旨になっている。ただし、西崎と松本の著作者人格権訴訟において、和解したとはいえ、西崎義展の全面的勝訴で決着したにもかかわらず、東北新社は合意書の解消をしていない。
松本の漫画が原作と言われることもあるが、こちらはアニメ制作開始（1973年9月頃）から1年後（1974年10月）に、アニメ放送と並行して漫画誌に連載されていたものであり、漫画版を原作とするのは間違いである。なお、著作者人格権を巡る訴訟で東京地裁は「視覚化された原作は存在しなかった」としており、漫画原作の存在や松本零士による原作者の主張は否定している。その後の西崎と松本の和解については、両者の権利の所在を確認したものである。また、和解書と確認書では、松本零士が「宇宙戦艦ヤマト」の権利行使を西崎義展（現在は、権利継承した西崎彰司）の了承なくして勝手に許諾行為ができないこと、西崎側の同意なしに松本は「宇宙戦艦ヤマト」シリーズの新作を作れないことが明記されている。
そして西崎側のヤマト新作で、松本の名前がクレジットされる際は、松本がかねてから主張していた「原作」ではなく、「設定・デザイン」であることを、この和解書で松本自らが認めており、和解後から西崎出所前に関与したゲームソフト、グッズでは何もこのクレジットがされた。
なお、本シリーズの翻案作品である『SPACE BATTLESHIP ヤマト』と第1作目のリメイク作品『宇宙戦艦ヤマト2199』その続編である第2作目のリメイク作品『宇宙戦艦ヤマト2202愛の戦士たち』では、本シリーズの著作者である西崎義展が原作者としてスタッフクレジットされた。『SPACE BATTLESHIP ヤマト』において西崎は、製作会社から映画化の交渉を受けて許諾し、2億円の原作料を得ている。しかし西崎は「これはヤマトではない」と試写を拒否し、東京国際フォーラムで行なわれたプレミアム試写会も招待されていたにもかかわらず、会場に来なかった。

### 著作権者
本作品群のアニメ映像の著作権等は、西崎の会社が所有していたが、1996年に東北新社に包括譲渡契約（北米での利用を除く）され、1998年に西崎及びウェストケープコーポレーションの破産管財人が契約の履行を選択、2000年に東北新社と破産管財人との間で譲渡代金の支払につき裁判上の和解が成立し、それまで製作された映像の映像著作権者は東北新社であることが確定した。ただし新作、続編を含む「将来作品」の製作権および過去作品の翻案権（アニメーション作品および実写作品を含む全ての映像作品）と契約20年後（2016年）の著作権の買い戻し権が譲渡契約で西崎に留保されている。また、本作品群の映像、商品化を始め、本作品のあらゆる使用における全ての監修権は、西崎弘文(義展)の死後は相続した西崎彰司となっており、東北新社も同意している。。

### 商標権者
本作品の商標の最初の出願は1974年3月15日にされている。出願された艦体の意匠は本放送のものとは異なるが、商標の意匠文字は本放送時のものと極めて類似している。
西崎義展及びウェストケープコーポレーションの破産に前後して、本作品の商標権を西崎義展から彼の長男に移転したため、破産管財人が否認権を行使し商標の移転登録の抹消及び譲渡契約の履行により東北新社に一部の商標権を移転した。
※『新宇宙戦艦ヤマト』および『新・宇宙戦艦ヤマト』の商標は1999年 - 2001年に西崎隆二郎なる人物が登録している。

### 同一性保持権及び翻案権
本作品の包括譲渡を受けた東北新社がバンダイおよびバンダイビジュアルに制作・販売を許諾したPlayStation用ゲームソフトにつき、1999年に西崎義展が東北新社・バンダイ・バンダイビジュアルに同ゲームソフトの制作・販売の中止及び1億円の損害賠償を求めたが、2001年7月2日に請求を棄却する判決が下る。控訴審にて「西崎が宇宙戦艦ヤマトの原作著作者である旨を公表しても異議を唱えないこと」および「将来に渡り商業利用をする場合は、西崎が監修権を有すること」を条件に2004年5月28日に司法和解が成立した。西﨑義展が死後の監修権、および旧作品を含むすべての映像作品を翻案する権利については、西﨑彰司が継承することも東北新社と合意している。

### 著作者（松本対西崎の訴訟）
裁判までの経緯
本作のプロデューサー西崎義展が破産した1997年頃より第1作の設定・デザイン担当の松本零士は、自らが『宇宙戦艦ヤマト』の全ての著作権者であり、プロデューサーの西崎はアニメ化の使用許諾権を得たプロデューサーに過ぎず、その使用許諾権も失効したと主張し始め、著作権者である自分への商品のロイヤリティも数十億円が未払いであると言うようになった。次いで西崎が逮捕された1998年には新潮社や産経新聞社のウェブページにおいて、西崎は『ヤマト』とは無関係で、『ヤマト』の全ての権利は自分が持っていると述べるようになった。前述のようにこの時期に発売された本作シリーズのビデオグラムには冒頭に「原作・総設定 松本零士」と表示され、著作権表示でも「(C) 松本零士/東北新社・バンダイビジュアル」と松本が著作権者である旨が表示されていた。これは東北新社が西崎の逮捕を受け、松本を著作権者にすることで今後、自社による続編制作を可能にしようとする狙いがあった。現在は、ビデオグラム発売元のバンダイビジュアルは松本零士を原作者とは表示していない。
松本発言に反論する形の西崎の『財界展望』1999年5月号における手記の発言を巡り、1999年に松本は西崎に対して
- 宇宙戦艦ヤマトの著作者を松本と認めること。
- 西崎は、これまでの宇宙戦艦ヤマトの著作者であるとの発言を訂正し、新聞に謝罪広告を掲載すること。

などを求めて訴訟、西崎側も著作者人格権の確認を求めて松本に反訴した。
第1審判決
2002年3月25日、一審は松本側の請求を棄却し、西崎側が求めた著作者人格権を認める判決を下して松本側の全面敗訴となった。松本はヤマト以前に描いた漫画『電光オズマ』に「宇宙戦艦大和の巻」を描き、『光速エスパー』の主人公の名前を本作と同じ「古代すすむ」を用いていたことなどを根拠として、原作権であると主張したが、「両作品の全体のストーリーは全く異なり、アイデアに共通性があるだけ」として司法は松本の主張を退けた。松本が原作者の根拠とした『冒険王』連載の漫画版はアニメ放送と同時進行（執筆開始はアニメ製作より後）であるため、松本の「創作ノート」もデザインや美術などヤマトの設定の一部に過ぎないとして、どちらも原著作物とは認められず、松本が主張した松本による「原作」は司法判断により全て退けられた。そして、アニメの製作過程においても松本は、漫画連載に追われて途中からスタジオへ赴かなくなり打ち合わせにも参加しなかった事実からデザインなどで部分的にしか関わっていないとして、企画から作画打ち合わせ、音楽、編集まで携わった西崎義展を「全体的形成に創作的に寄与」したとして、第1作のみならず『ヤマト』全シリーズの著作者と認定する判断し、著作者は西﨑のみであるとの判決を下した。
この判決により、2000年より連載していた松本による独自の新作漫画『新宇宙戦艦ヤマト』のアニメ化企画は中断した。
法廷外和解
松本は判決を不服として控訴したが、松本の強い要望により控訴審中の2003年7月29日に法廷外で和解した。
これにより、元々の企画・原案を考案した西崎義展が筆頭著作者であり代表して著作者人格権を有することが確認され、松本は絵画（漫画）の著作者であることが両者の間では確認された。松本は、今後将来に西﨑が製作する新作映像に「設定デザイン」のクレジットを記載することが可能となった。だが、後に製作された『宇宙戦艦ヤマト2199』の監督を務めた出渕裕によると、当作に松本の名前をクレジットしようとした所、西崎側の了承が得られずにそれが出来なかったという。
本和解条項では、西崎がそれまでの宇宙戦艦ヤマトシリーズを利用した新作（仮題『宇宙戦艦ヤマト・復活編』）を、松本がそれまでの宇宙戦艦ヤマトシリーズとは全く関係のない作品（仮題『大銀河シリーズ 大ヤマト編』）をそれぞれ別個に作成することを相互に確認しているが、西﨑が製作する新作作品については、それまでのアニメーション映像の宇宙戦艦ヤマトシリーズに松本が考案し登場した設定、キャラクターなどを使用することについて、松本零士が自身も第3者に対するいかなる許諾行為、商品化を含む全ての権利行使できないことも同時に確認されている（松本はこの和解以前に許諾を受けている漫画の販売以外は一切使用不可能となった）。また松本が宇宙戦艦ヤマトシリーズに類似した作品を製作する場合は、著作者人格権者である西崎の承認が必要とされた。『大YAMATO零号』は『宇宙戦艦ヤマト』に類似していることから西崎義展は生前から許諾していない作品であった。
東北新社の見解
過去の作品を西﨑から譲渡され著作権者となった東北新社は、この和解は西崎と松本の当事者のみの合意に過ぎず、第3者への執行力のある裁判上の和解ではないため、両者による自社への無許諾の新作発表などがなされた場合は法的対応をとる旨の見解を発表した。そして、西崎側が制作に合意している「大銀河シリーズ大ヤマト零号」を東北新社は自社の許諾を受けていない『宇宙戦艦ヤマト』の類似作品として、そのパチンコを著作権侵害で訴えた（詳細は下記「三共対東北新社の訴訟」）。
なお、東北新社は声明文で「松本・西崎両氏がそれぞれ新作を製作するとのことですが、当社は両氏だけでなくいずれの新作に対しても何ら許諾を与えておりません」としているが、西崎と東北新社との間の『宇宙戦艦ヤマト』の著作権譲渡契約において、新作・続編を製作する権利は西崎義展に留保する「対象作品に登場するキャラクター（人物,メカニック等の名称,デザインを含む）を使用し新たな映像作品（ただし、キャラクター使用以外の行為で対象作品の著作権を侵害しないものに限る）を制作する権利は乙に留保されるものとし」との条項が裁判で明らかになっており、西﨑が製作する新作を許諾していないという東北新社の見解はこの契約内容と食い違っている。その後、東北新社が訂正することもなく、そのことに関するコメントを出していない。後に、東北新社は、西﨑義展と西崎彰司で今後の新作作品を制作する合意書を締結していた。同時にアニメーション作品、実写作品および過去作品のリメイク化作品を含む新作作品および続編作品について西崎義展に権利があると確認合意している。それにより西崎義展が『SPACE BATTLESHIP ヤマト』『宇宙戦艦ヤマト2199』の原作者としてのクレジットがなされている。
スタッフの見解
企画時に山本映一から参加を打診されて加わった豊田有恒は、自分がかかわったのはSF設定だけであること、松本の仕事は「人物設定は、キャラクター、デザインともに、すべて松本零士さんの手になる」等と記しており。あらゆる点で松本零士が宇宙戦艦ヤマトの原作者であると支持している。豊田の弁によると明らかな原作物がないため、現在の日本の法律ではプロデューサーの西崎が著作者とされるのは仕方ないとしながらも山本や豊田の設定が2割で残りはほぼ全て松本が手がけたとしており、2000年には産経新聞のコラムで、『ヤマト』は多くの人の共同作業だが大半は松本に帰するのであり、西崎が著作権を主張するなら自分にも主張する権利があると述べた。また後年の書籍で西崎について『僅かなシークエンスのアイデアを出すことはあったが現場での立ち位置はあくまでもプロデューサーだった』としておりヤマト完結後に西崎が手がけた作品のほとんどが興行的に大失敗していた点を挙げ、『ヤマト』は複数のスタッフが関与しながらも実質の著作者は松本であるとしている。劇場版の監督などシリーズ全作品に関与した舛田利雄は、西崎が実質的な原作者だとの見解を持っており、松本を補佐した石黒昇、企画段階から携わった山本暎一はともに松本の原作者だとの主張に対して、本作はオリジナル企画であるとして、松本による原著作物は存在しないとの主張である。また作詞家として1作目から関わっていた阿久悠は最晩年に産経新聞内で連載していたコラム『阿久悠　書く言う』にて「松本がヤマトの著作権者を名乗れるのなら、他のスタッフ達や私だって著作権者を名乗れる」、「西崎さんの熱意と情熱無しに『宇宙戦艦ヤマト』は存在しなかった」と書き残している。本作にメカデザインで参加したスタジオぬえの元スタッフも、松本零士を原作者だと認識するのはほとんどおらず、脚本の藤川桂介は、1話から3話までは松本と打ち合わせをしたが、4話以降の松本はデザイン作業に追われて脚本の打ち合わせをすることがなく、藤川がメインで脚本を書いており、本作に原作はないとの立場である。絵コンテで参加した富野由悠季はそのときの経緯から、松本零士と山本暎一が並列でその上に西崎義展がいて全ての主導権を西﨑が握った、西崎が主導する西崎の作品だったと証言している。高千穂遙によると原作権争いは東北新社の意向が強く、松本自身は乗り気では無かったという。

### 三共対東北新社の訴訟
2004年、東北新社はパチンコメーカー三共・ビスティ及びインターナショナル・カード・システムに対し、パチンコ「CRフィーバー大ヤマト」（スロット機を含む）PlayStation 2用ソフト・アニメーションソフトの「大銀河シリーズ大ヤマト零号」などが東北新社の有する宇宙戦艦ヤマトの著作権侵害と不正競争防止法違反であるとして損害賠償を請求した。
2006年12月27日、東京地方裁判所は判示にて宇宙戦艦ヤマトの東北新社への包括移転契約前の映画の著作権は訴外西崎義展ではなく、西崎経営の会社の訴外オフィス・アカデミーまたは訴外ウエスト・ケープとし、西崎義展と東北新社との間の映画の著作権の包括移転契約は無効とされた。
これは東北新社に対して著作権の包括移転契約を履行した時の権利者が、西崎義展個人であることを証明する証拠は存在していたが、一審で東北新社から提出されなかったためである。
西崎及びウエストケープコーポレーションの破産管財人が履行を選択し、破産管財人により東北新社への譲渡代金を司法和解した移転内容が否定されたため、
- 東北新社が著作権確認請求訴訟などを起こす。
- 著作権等の使用者は、真正の著作権者が不明となったために使用料の支払を供託する可能性、法人の破産終結・閉鎖登記を理由に著作権者不在として使用料の返還を求める。
- 東北新社以外の第3者が真正の著作権者とされた場合に損害賠償請求を受ける。

可能性が生じた。
その後、東北新社が控訴しその控訴審において東北新社から著作権の包括移転契約の正当性を証明する証拠が提出された。商品化の翻案権も西﨑義展から譲渡されている旨が含まれている。
ただし、続編および新作（実写作品、過去作品のリメイク化作品）を製作する権利および過去作品の映像の翻案権は西﨑義展に留保されている。
2008年12月15日、東北新社は、本件被告らとの間で、本件被告らの一部が東北新社に対し2億5千万円を支払う内容の和解が成立したことを発表したが、詳細な内容は公表されていない。

### 現在の権利状況
著作者人格権は、著作者：西崎義展（本名：西崎弘文、2010年11月7日没）が有していた。
旧作（1998年までの著作権譲渡対象映像作品）の映像著作権（監修権を除く商品化権を含む）は、1998年に西崎義展から東北新社に著作権譲渡されている。
2010年に西崎義展が亡くなったのち養子である西崎彰司が、続編および新作（実写作品、過去作品のリメイク化作品を含む）を製作する権利および旧作品を含む宇宙戦艦ヤマトシリーズ全作品映像の翻案権、作品（タイトルを含む）を利用することについての監修権を含む全ての決定権を有しており、東北新社とも合意している。
復活編以降の新作作品の商品化権については、東北新社が作品により商品化窓口業務を行う場合（作品ごとに都度協議して決定）があるが、ライセンシーの契約条件（契約書の内容に含まれる全ての条件）について、二次利用における翻案権、監修権を含むすべての決定権は西崎彰司が有している。
歴代の作品の主題歌、挿入歌（一部アーティストは除く）、BGM等の音楽原盤権は、西崎義展から西崎彰司に生前に譲渡されている。
松本零士は逝去直前まで漫画を版権とした関連商品を手掛けることが少なくなく、サイン会で沖田や森雪などのヤマトの登場人物を描いたり、イベント・関連書籍用にイラストを描き下ろすことも少なくなかったが、権利関係の問題性は不明であり、それらについて著作権継承者の西崎彰司や東北新社側の見解は発表されておらず、クレジットもされていないほか、西崎彰司や東北新社側も、松本および没後の著作権継承者に対する差し止めや賠償を求めるなどの法的措置を行っていない。